# مركز القوامة
مركز القوامة أحد المراكز الإدارية التي تتبع محافظة تربة في منطقة مكة المكرمة.

## الوصف
تبعد القرية عن المحافظة 100 كم باتجاه الجنوب الشرقي، نوع الطريق أسفلت 40 كم وطريق وعر 60 كم. الخدمات التعليمية: مدرسة القوامه الابتدائية (بنين)، ومدرسة القوامة الابتدائية ومدرسة القرامة المتوسطة (بنات). أقرب مدينة أو قرية بها صحة تربة. الخدمات العامة: مركز إداري وكهرباء عامة وهاتف.